# Stolzia
Stolzia là một chi thực vật có hoa trong họ, Orchidaceae.